# 维拉塞夫
维拉塞夫（法語：Villacerf）是法国奥布省的一个市镇，属于特鲁瓦区。该市镇2009年时的人口为589人。

## 人口
维拉塞夫人口变化图示
| 数据来源：INSEE |